# Buckholt (Hampshire)
Buckholt est une paroisse civile et un village du Hampshire, en Angleterre.